# Harumi Honda
Harumi Honda (jap. 本田晴美 Honda Harumi; ur. 12 listopada 1963 r. w Misaki) – japoński kolarz torowy, złoty medalista mistrzostw świata.

## Kariera
Największym sukcesem w karierze Harumi Hondy jest zdobycie złotego medalu w keirinie podczas mistrzostw świata w Wiedniu w 1987 roku. W wyścigu tym bezpośrednio wyprzedził Włocha Claudio Golinellego oraz swego rodaka Shigenori Inoue. Dwa lata później wywalczył srebrny medal w sprincie indywidualnym podczas zimowych mistrzostw świata w Gandawie. Nigdy nie brał udziału w igrzyskach olimpijskich.